# Haudivillers
Haudivillers település Franciaországban, Oise megyében. Lakosainak száma 767 fő (2022. január 1.). Haudivillers Essuiles, Fouquerolles, Lafraye, Montreuil-sur-Brêche, Reuil-sur-Brêche és Velennes községekkel határos.

## Népesség
A település népességének változása:
| Lakosok száma | 812  | 821  | 848  | 812  | 801  | 789  | 781  | 775  | 767  |
|               | 2013 | 2015 | 2016 | 2017 | 2018 | 2019 | 2020 | 2021 | 2022 |